# Lista liderów strzelców wszech czasów NBA
Lista liderów strzelców wszech czasów NBA – lista zawiera nazwiska zawodników, którzy zdobyli najwięcej punktów w całej historii ligi NBA, podczas rozgrywek zasadniczych oraz szczegółowej statystyki.

## Liderzy
Stan na 05.09.2023.
|  | Nadal aktywny zawodnik NBA         |
|  | Członek Koszykarskiej Galerii Sław |

| M                           | Zawodnik            | Poz.  | Zespoły | Suma punktów | Gry  | Śr. pkt. | Celne rzuty z gry (FGM) | Celne rzuty za 3 punkty (3PM) | Celne rzuty wolne (FTM) |
| --------------------------- | ------------------- | ----- | --- | ------------ | ---- | -------- | ----------------------- | ----------------------------- | ----------------------- |
| 1                           | LeBron James        | SF    | Cleveland Cavaliers (2003–2010, 2014-2018) Miami Heat (2010–2014) Los Angeles Lakers (od 2018) | 38652        | 1421 | 27,2     | 14152                   | 2261                          | 8087                    |
| 2                           | Kareem Abdul-Jabbar | C     | Milwaukee Bucks (1969–1975) Los Angeles Lakers (1975–1989) | 38387        | 1560 | 24,6     | 15837                   | 1                             | 6712                    |
| 3                           | Karl Malone         | PF    | Utah Jazz (1985–2003) Los Angeles Lakers (2003–2004) | 36928        | 1476 | 25       | 13528                   | 85                            | 9787                    |
| 4                           | Kobe Bryant         | SG    | Los Angeles Lakers (1996-2016) | 33643        | 1346 | 25       | 11719                   | 1827                          | 8378                    |
| 5                           | Michael Jordan      | SG    | Chicago Bulls 1984–1993, 1995–1998 Washington Wizards (2001–2003) | 32292        | 1072 | 30,1     | 12192                   | 581                           | 7327                    |
| 6                           | Dirk Nowitzki       | PF    | Dallas Mavericks (1998-2019) | 31560        | 1522 | 20,7     | 11169                   | 1982                          | 7240                    |
| 7                           | Wilt Chamberlain    | C     | Philadelphia/San Francisco Warriors (1959–1965) Philadelphia 76ers (1965–1968) Los Angeles Lakers (1968–1973) | 31419        | 1045 | 30,1     | 12681                   | 0                             | 6057                    |
| 8                           | Shaquille O’Neal    | C     | Orlando Magic (1992–1996) Los Angeles Lakers (1996–2004) Miami Heat (2004–2008) Phoenix Suns (2008–2009) Cleveland Cavaliers (2009–2010) Boston Celtics (2010–2011)                                                         | 28596        | 1207 | 23,7     | 11330                   | 1                             | 5935                    |
| 9                           | Carmelo Anthony     | SF    | Denver Nuggets (2003–2011) New York Knicks (2010-2017) Oklahoma City Thunder (2017-2018) Houston Rockets (2018-2019) Portland Trail Blazers (od 2019                                                                        | 28289        | 1260 | 22,5     | 10119                   | 1731                          | 6320                    |
| 10                          | Moses Malone        | C     | Buffalo Braves (1976) Houston Rockets (1976–1982) Philadelphia 76ers (1982–1986; 1993–1994) Washington Bullets (1986–1988) Atlanta Hawks (1988–1991) Milwaukee Bucks (1991–1993) San Antonio Spurs (1994–1995)              | 27409        | 1329 | 20,6     | 9435                    | 8                             | 8531                    |
| [ potrzebna aktualizacja? ] |                     |       | |              |      |          |                         |                               |                         |
|                             | Elvin Hayes         | PF    | San Diego/Houston Rockets (1968–1972; 1981–1984) Baltimore/Capital/Washington Bullets (1972–1981) | 27313        | 1303 | 21       | 10976                   | 5                             | 5356                    |
|                             | Hakeem Olajuwon     | C     | Houston Rockets (1984–2001) Toronto Raptors (2001–2002) | 26946        | 1238 | 21,8     | 10749                   | 25                            | 5423                    |
|                             | Oscar Robertson     | PG    | Cincinnati Royals (1960–1970) Milwaukee Bucks (1970–1974) | 26710        | 1040 | 25,7     | 9508                    | 0                             | 7694                    |
|                             | Dominique Wilkins   | SF    | Atlanta Hawks (1982–1994) Los Angeles Clippers (1994) Boston Celtics (1994–1995) San Antonio Spurs (1996–1997) Orlando Magic (1999)                                                                                         | 26668        | 1074 | 24,8     | 9963                    | 711                           | 6031                    |
|                             |                     |       | |              |      |          |                         |                               |                         |
|                             | Tim Duncan          | PF/C  | San Antonio Spurs (1997-2016) | 26496        | 1392 | 19       | 10285                   | 30                            | 5896                    |
|                             | Paul Pierce         | SF    | Boston Celtics (1998–2013) Brooklyn Nets (2013–2014) Washington Wizards (2014–2015) Los Angeles Clippers (2015–2017) | 26397        | 1343 | 19,7     | 8668                    | 2143                          | 6918                    |
|                             | John Havlicek       | SF    | Boston Celtics (1962–1978) | 26395        | 1270 | 20,8     | 10513                   | 0                             | 5369                    |
|                             | Kevin Garnett       | PF/C  | Minnesota Timberwolves (1995–2007) Boston Celtics (2007–2013) Brooklyn Nets (2013–2015) Minnesota Timberwolves (2015–2016)                                                                                                  | 26071        | 1462 | 17,8     | 10505                   | 174                           | 4887                    |
|                             | Alex English        | SF/PF | Milwaukee Bucks (1976–1978) Indiana Pacers (1978–1980) Denver Nuggets (1980–1990) Dallas Mavericks (1990–1991) | 25613        | 1193 | 21,5     | 10659                   | 18                            | 4277                    |
|                             | Reggie Miller       | SG    | Indiana Pacers (1987–2005) | 25279        | 1389 | 18,2     | 8241                    | 2560                          | 6237                    |
|                             | Jerry West          | SG    | Los Angeles Lakers (1960–1974) | 25192        | 932  | 27       | 9016                    | 0                             | 7160                    |
|                             | Vince Carter        | SG/SF | Toronto Raptors (1998–2004) New Jersey Nets (2004–2009) Orlando Magic (2009–2010) Phoenix Suns (2010–2011) Dallas Mavericks (2011–2014) Memphis Grizzlies (od 2014)                                                         | 24911        | 1410 | 17,7     | 9003                    | 2117                          | 4788                    |
|                             | Patrick Ewing       | C     | New York Knicks (1985–2000) Seattle SuperSonics (2000–2001) Orlando Magic (2001–2002) | 24815        | 1183 | 21       | 9702                    | 19                            | 5392                    |
|                             | Ray Allen           | SG    | Milwaukee Bucks (1996–2003) Seattle SuperSonics (2003–2007) Boston Celtics (2007–2012) Miami Heat (2012–2014) | 24505        | 1300 | 18,9     | 8567                    | 2973                          | 4398                    |
|                             | Allen Iverson       | SG/PG | Philadelphia 76ers (1996–2006, 2009–2010) Denver Nuggets (2006–2008) Detroit Pistons (2008–2009) Memphis Grizzlies (2009)                                                                                                   | 24368        | 914  | 26,7     | 8467                    | 1061                          | 6385                    |
|                             | Charles Barkley     | PF    | Philadelphia 76ers (1984–1992) Phoenix Suns (1992–1996) Houston Rockets (1996–2000) | 23757        | 1073 | 22,1     | 8435                    | 538                           | 6349                    |
|                             | Robert Parish       | C     | Golden State Warriors (1976–1980) Boston Celtics (1980–1994) Charlotte Hornets (1994–1996) Chicago Bulls (1996–1997) | 23334        | 1611 | 14,5     | 9614                    | 0                             | 4106                    |
|                             | Adrian Dantley      | SF    | Buffalo Braves (1976–1977) Indiana Pacers (1977) Los Angeles Lakers (1977–1979) Utah Jazz (1979–1986) Detroit Pistons (1986–1989) Dallas Mavericks (1989–1990) Milwaukee Bucks (1991)                                       | 23177        | 955  | 24,3     | 8169                    | 7                             | 6832                    |
|                             | Elgin Baylor        | PF/SF | Minneapolis/Los Angeles Lakers (1958–1971) | 23149        | 846  | 27,4     | 8693                    | 0                             | 5763                    |
|                             | Clyde Drexler       | SG    | Portland Trail Blazers (1983–1995) Houston Rockets (1995–1998) | 22195        | 1086 | 20,4     | 8335                    | 827                           | 4698                    |
|                             | Dwyane Wade         | SG    | Miami Heat (2003–2016) Chicago Bulls (2016-2017) Cleveland Cavaliers (2017-2018) Miami Heat (od 2018) | 22147        | 987  | 22,4     | 8064                    | 470                           | 5549                    |
|                             | Gary Payton         | PG    | Seattle SuperSonics (1990–2003) Milwaukee Bucks (2003) Los Angeles Lakers (2003–2004) Boston Celtics (2004–2005) Miami Heat (2005–2007)                                                                                     | 21813        | 1335 | 16,3     | 8708                    | 1132                          | 3265                    |
|                             | Larry Bird          | SF/PF | Boston Celtics (1979–1992) | 21791        | 897  | 24,3     | 8591                    | 649                           | 3960                    |
|                             | Hal Greer           | SG    | Syracuse Nationals/Philadelphia 76ers (1958–1973) | 21586        | 1122 | 19,2     | 8504                    | 0                             | 4578                    |
|                             | Kevin Durant        | SF    | Seattle SuperSonics/Oklahoma City Thunder (2007–2016) Golden State Warriors (od 2016) | 21091        | 777  | 27,1     | 7162                    | 1442                          | 5325                    |
|                             | Walt Bellamy        | C     | Chicago Packers/Zephyrs//Baltimore Bullets (1961–1965) New York Knicks (1965–1968) Detroit Pistons (1968–1970) Atlanta Hawks (1970–1974) New Orleans Jazz (1974)                                                            | 20941        | 1043 | 20,1     | 7914                    | 0                             | 5113                    |
|                             | Bob Pettit          | PF    | Milwaukee/St. Louis Hawks (1954–1965) | 20880        | 792  | 26,4     | 7349                    | 0                             | 6182                    |
|                             | Pau Gasol           | PF/C  | Memphis Grizzlies (2001–2008) Los Angeles Lakers (2008–2014) Chicago Bulls (2014–2016) San Antonio Spurs (od 2016) | 20815        | 1201 | 17,3     | 7951                    | 176                           | 4737                    |
|                             | David Robinson      | C     | San Antonio Spurs (1989–2003) | 20790        | 987  | 21,1     | 7365                    | 25                            | 6035                    |
|                             | George Gervin       | SG    | San Antonio Spurs (1976–1985) Chicago Bulls (1985–1986) | 20708        | 791  | 26,2     | 8045                    | 77                            | 4541                    |
|                             | Mitch Richmond      | SG    | Golden State Warriors (1988–1991) Sacramento Kings (1991–1998) Washington Wizards (1998–2001) Los Angeles Lakers (2001–2002)                                                                                                | 20497        | 976  | 21       | 7305                    | 1326                          | 4561                    |
|                             | Joe Johnson         | SG/SF | Boston Celtics (2001–2002) Phoenix Suns (2002–2005) Atlanta Hawks (2005–2012) Brooklyn Nets (2012–2016) Miami Heat (2016) Utah Jazz (od 2016)                                                                               | 20405        | 1276 | 16       | 7822                    | 1978                          | 2783                    |
|                             | Tom Chambers        | PF/C  | San Diego Clippers (1981–1983) Seattle SuperSonics (1983–1988) Phoenix Suns (1988–1993) Utah Jazz (1993–1995) Charlotte Hornets (1997) Philadelphia 76ers (1997)                                                            | 20049        | 1107 | 18,1     | 7378                    | 227                           | 5066                    |
|                             | Antawn Jamison      | PF    | Golden State Warriors (1998–2003) Dallas Mavericks (2003–2004) Washington Wizards (2004–2010) Cleveland Cavaliers (2010–2012) Los Angeles Lakers (2012–2013) Los Angeles Clippers (2013–2014)                               | 20042        | 1083 | 18,5     | 7679                    | 1163                          | 3521                    |
|                             | John Stockton       | PG    | Utah Jazz (1984–2003) | 19711        | 1504 | 13,1     | 7039                    | 845                           | 4788                    |
|                             | Bernard King        | SF    | New Jersey Nets (1977–1979; 1993) Utah Jazz (1979–1980) Golden State Warriors (1980–1982) New York Knicks (1982–1985, 1987) Washington Bullets (1987–1991)                                                                  | 19655        | 874  | 22,5     | 7830                    | 23                            | 3972                    |
|                             | Clifford Robinson   | PF    | Portland Trail Blazers (1989–1997) Phoenix Suns (1997–2001) Detroit Pistons (2001–2003) Golden State Warriors (2003–2005) New Jersey Nets (2005–2007)                                                                       | 19591        | 1380 | 14,2     | 7389                    | 1253                          | 3560                    |
|                             | Walter Davis        | SF/SG | Phoenix Suns (1977–1988) Denver Nuggets (1988–1991; 1991–1992) Portland Trail Blazers (1991) | 19521        | 1033 | 18,9     | 8118                    | 157                           | 3128                    |
|                             | Terry Cummings      | PF    | San Diego Clippers (1982–1984) Milwaukee Bucks (1984–1989; 1995–1996) San Antonio Spurs (1989–1995) Seattle SuperSonics (1996–1997) Philadelphia 76ers (1997–1998) New York Knicks (1998) Golden State Warriors (1999–2000) | 19460        | 1183 | 16,4     | 8045                    | 44                            | 3326                    |
|                             | Bob Lanier          | C     | Detroit Pistons (1970–1980) Milwaukee Bucks (1980–1984) | 19248        | 959  | 20,1     | 7761                    | 2                             | 3724                    |

## Progresywna lista liderów strzelców wszech czasów
Poniższa lista ukazuje liderów strzelców ligi, rok po roku, punktowe rekordy sezonu oraz kariery poszczególnych zawodników, jak również ich wzrost na przestrzeni lat.
Stan na 23 lutego 2017.
|  | Aktywny zawodnik NBA               |
|  | Członek Koszykarskiej Galerii Sław |

| ATL | Atlanta Hawks       | FTW | Fort Wayne Pistons      | MIN | Minnesota Timberwolves | PHW | Philadelphia Warriors  |
| BOS | Boston Celtics      | GSW | Golden State Warriors   | MNL | Minneapolis Lakers     | SAS | San Antonio Spurs      |
| BUF | Buffalo Braves      | HOU | Houston Rockets         | NOJ | New Orleans Jazz       | SDR | San Diego Rockets      |
| CHI | Chicago Bulls       | IND | Indiana Pacers          | OKC | Oklahoma City Thunder  | SFW | San Francisco Warriors |
| CHS | Chicago Stags       | KCO | Kansas City-Omaha Kings | ORL | Orlando Magic          | STL | St. Louis Hawks        |
| CLE | Cleveland Cavaliers | LAL | Los Angeles Lakers      | PHI | Philadelphia 76ers     | SYR | Syracuse Nationals     |
| DEN | Denver Nuggets      | MIA | Miami Heat              | PHO | Phoenix Suns           | UTA | Utah Jazz              |
| DET | Detroit Pistons     | MIL | Milwaukee Bucks         |     |                        |     |                        |

| Sezon   | Lider rok po roku                                       | Punkty | Aktywny lider                                                        | Punkty | Lider wszech czasów                        | Punkty | Rekord sezonu        | Punkty | Sezon   |
| ------- | ------------------------------------------------------- | ------ | -------------------------------------------------------------------- | ------ | ------------------------------------------ | ------ | -------------------- | ------ | ------- |
| 1946-47 | Joe Fulks0PHW                                           | 1389   | Joe Fulks0PHW                                                        | 1389   | Joe Fulks0PHW                              | 1389   | Joe Fulks0PHW        | 1389   | 1946-47 |
| 1947-48 | Max Zaslofsky0CHS                                       | 1007   | Joe Fulks0PHW                                                        | 2338   | Joe Fulks0PHW                              | 2338   | Joe Fulks0PHW        | 1389   | 1947-48 |
| 1948-49 | George Mikan0MNL                                        | 1698   | Joe Fulks0PHW                                                        | 3898   | Joe Fulks0PHW                              | 3898   | George Mikan0MNL     | 1698   | 1948-49 |
| 1949-50 | George Mikan0MNL                                        | 1865   | Joe Fulks0PHW                                                        | 4863   | Joe Fulks0PHW                              | 4863   | George Mikan0MNL     | 1865   | 1949-50 |
| 1950-51 | George Mikan0MNL                                        | 1932   | Joe Fulks0PHW                                                        | 6099   | Joe Fulks0PHW                              | 6099   | George Mikan0MNL     | 1932   | 1950-51 |
| 1951-52 | Paul Arizin0PHW                                         | 1674   | Joe Fulks0PHW                                                        | 7021   | Joe Fulks0PHW                              | 7021   | George Mikan0MNL     | 1932   | 1951-52 |
| 1952-53 | Neil Johnston0PHW                                       | 1564   | George Mikan0MNL                                                     | 8460   | George Mikan0MNL                           | 8460   | George Mikan0MNL     | 1932   | 1952-53 |
| 1953-54 | Neil Johnston0PHW                                       | 1759   | George Mikan0MNL                                                     | 9766   | George Mikan0MNL                           | 9766   | George Mikan0MNL     | 1932   | 1953-54 |
| 1954-55 | Neil Johnston0PHW                                       | 1631   | Max Zaslofsky0FTW                                                    | 7902   | George Mikan0MNL                           | 9766   | George Mikan0MNL     | 1932   | 1954-55 |
| 1955-56 | Bob Pettit0STL                                          | 1849   | George Mikan0MNL                                                     | 10156  | George Mikan0MNL                           | 10156  | George Mikan0MNL     | 1932   | 1955-56 |
| 1956-57 | Paul Arizin0PHW                                         | 817    | Ed Macauley0STL                                                      | 10150  | George Mikan0MNL                           | 10156  | George Mikan0MNL     | 1932   | 1956-57 |
| 1957-58 | George Yardley0DET                                      | 2001   | Dolph Schayes0SYR                                                    | 11764  | Dolph Schayes0SYR                          | 11764  | George Yardley0DET   | 2001   | 1957-58 |
| 1958-59 | Bob Pettit0STL                                          | 2105   | Dolph Schayes0SYR                                                    | 13298  | Dolph Schayes0SYR                          | 13298  | Bob Pettit0STL       | 2105   | 1958-59 |
| 1959-60 | Wilt Chamberlain 0PHW 1959-62 0SFW 1962-65 0PHI 1965–66 | 2707   | Dolph Schayes0SYR                                                    | 14987  | Dolph Schayes0SYR                          | 14987  | Wilt Chamberlain0PHW | 2707   | 1959-60 |
| 1960-61 | Wilt Chamberlain 0PHW 1959-62 0SFW 1962-65 0PHI 1965–66 | 3033   | Dolph Schayes0SYR                                                    | 16855  | Dolph Schayes0SYR                          | 16855  | Wilt Chamberlain0PHW | 3033   | 1960-61 |
| 1961-62 | Wilt Chamberlain 0PHW 1959-62 0SFW 1962-65 0PHI 1965–66 | 4029   | Dolph Schayes0SYR                                                    | 17677  | Dolph Schayes0SYR                          | 17677  | Wilt Chamberlain0PHW | 4029   | 1961-62 |
| 1962-63 | Wilt Chamberlain 0PHW 1959-62 0SFW 1962-65 0PHI 1965–66 | 3586   | Dolph Schayes0SYR                                                    | 18304  | Dolph Schayes0SYR                          | 18304  | Wilt Chamberlain0PHW | 4029   | 1962-63 |
| 1963-64 | Wilt Chamberlain 0PHW 1959-62 0SFW 1962-65 0PHI 1965–66 | 2948   | Bob Pettit0STL                                                       | 19756  | Bob Pettit0STL                             | 19756  | Wilt Chamberlain0PHW | 4029   | 1963-64 |
| 1964-65 | Wilt Chamberlain 0PHW 1959-62 0SFW 1962-65 0PHI 1965–66 | 2534   | Bob Pettit0STL                                                       | 20880  | Bob Pettit0STL                             | 20880  | Wilt Chamberlain0PHW | 4029   | 1964-65 |
| 1965-66 | Wilt Chamberlain 0PHW 1959-62 0SFW 1962-65 0PHI 1965–66 | 2649   | Wilt Chamberlain 0PHI 1965–68 0LAL 1968-73                           | 21486  | Wilt Chamberlain 0PHI 1965–68 0LAL 1968-73 | 21486  | Wilt Chamberlain0PHW | 4029   | 1965-66 |
| 1966-67 | Rick Barry0SFW                                          | 2775   | Wilt Chamberlain 0PHI 1965–68 0LAL 1968-73                           | 23442  | Wilt Chamberlain 0PHI 1965–68 0LAL 1968-73 | 23442  | Wilt Chamberlain0PHW | 4029   | 1966-67 |
| 1967-68 | Dave Bing0DET                                           | 2142   | Wilt Chamberlain 0PHI 1965–68 0LAL 1968-73                           | 25434  | Wilt Chamberlain 0PHI 1965–68 0LAL 1968-73 | 25434  | Wilt Chamberlain0PHW | 4029   | 1967-68 |
| 1968-69 | Elvin Hayes0SDR                                         | 2327   | Wilt Chamberlain 0PHI 1965–68 0LAL 1968-73                           | 27098  | Wilt Chamberlain 0PHI 1965–68 0LAL 1968-73 | 27098  | Wilt Chamberlain0PHW | 4029   | 1968-69 |
| 1969-70 | Kareem Abdul-Jabbar0MIL                                 | 2361   | Wilt Chamberlain 0PHI 1965–68 0LAL 1968-73                           | 27426  | Wilt Chamberlain 0PHI 1965–68 0LAL 1968-73 | 27426  | Wilt Chamberlain0PHW | 4029   | 1969-70 |
| 1970-71 | Kareem Abdul-Jabbar0MIL                                 | 2596   | Wilt Chamberlain 0PHI 1965–68 0LAL 1968-73                           | 29122  | Wilt Chamberlain 0PHI 1965–68 0LAL 1968-73 | 29122  | Wilt Chamberlain0PHW | 4029   | 1970-71 |
| 1971-72 | Kareem Abdul-Jabbar0MIL                                 | 2822   | Wilt Chamberlain 0PHI 1965–68 0LAL 1968-73                           | 30335  | Wilt Chamberlain 0PHI 1965–68 0LAL 1968-73 | 30335  | Wilt Chamberlain0PHW | 4029   | 1971-72 |
| 1972-73 | Nate Archibald0KCO                                      | 2719   | Wilt Chamberlain 0PHI 1965–68 0LAL 1968-73                           | 31419  | Wilt Chamberlain 0PHI 1965–68 0LAL 1968-73 | 31419  | Wilt Chamberlain0PHW | 4029   | 1972-73 |
| 1973-74 | Bob McAdoo0BUF                                          | 2261   | Oscar Robertson0MIL                                                  | 26710  | Wilt Chamberlain 0PHI 1965–68 0LAL 1968-73 | 31419  | Wilt Chamberlain0PHW | 4029   | 1973-74 |
| 1974-75 | Bob McAdoo0BUF                                          | 2831   | John Havlicek0BOS                                                    | 22389  | Wilt Chamberlain 0PHI 1965–68 0LAL 1968-73 | 31419  | Wilt Chamberlain0PHW | 4029   | 1974-75 |
| 1975-76 | Bob McAdoo0BUF                                          | 2427   | John Havlicek0BOS                                                    | 23678  | Wilt Chamberlain 0PHI 1965–68 0LAL 1968-73 | 31419  | Wilt Chamberlain0PHW | 4029   | 1975-76 |
| 1976-77 | Pete Maravich0NOJ                                       | 2273   | John Havlicek0BOS                                                    | 25073  | Wilt Chamberlain 0PHI 1965–68 0LAL 1968-73 | 31419  | Wilt Chamberlain0PHW | 4029   | 1976-77 |
| 1977-78 | George Gervin0SAS                                       | 2232   | John Havlicek0BOS                                                    | 26395  | Wilt Chamberlain 0PHI 1965–68 0LAL 1968-73 | 31419  | Wilt Chamberlain0PHW | 4029   | 1977-78 |
| 1978-79 | George Gervin0SAS                                       | 2365   | Kareem Abdul-Jabbar 0LAL                                             | 22141  | Wilt Chamberlain 0PHI 1965–68 0LAL 1968-73 | 31419  | Wilt Chamberlain0PHW | 4029   | 1978-79 |
| 1979-80 | George Gervin0SAS                                       | 2585   | Kareem Abdul-Jabbar 0LAL                                             | 24175  | Wilt Chamberlain 0PHI 1965–68 0LAL 1968-73 | 31419  | Wilt Chamberlain0PHW | 4029   | 1979-80 |
| 1980-81 | Adrian Dantley0UTA                                      | 2452   | Kareem Abdul-Jabbar 0LAL                                             | 26270  | Wilt Chamberlain 0PHI 1965–68 0LAL 1968-73 | 31419  | Wilt Chamberlain0PHW | 4029   | 1980-81 |
| 1981-82 | George Gervin0SAS                                       | 2551   | Kareem Abdul-Jabbar 0LAL                                             | 28088  | Wilt Chamberlain 0PHI 1965–68 0LAL 1968-73 | 31419  | Wilt Chamberlain0PHW | 4029   | 1981-82 |
| 1982-83 | Alex English0DEN                                        | 2326   | Kareem Abdul-Jabbar 0LAL                                             | 29810  | Wilt Chamberlain 0PHI 1965–68 0LAL 1968-73 | 31419  | Wilt Chamberlain0PHW | 4029   | 1982-83 |
| 1983-84 | Adrian Dantley0UTA                                      | 2418   | Kareem Abdul-Jabbar 0LAL                                             | 31527  | Kareem Abdul-Jabbar0LAL                    | 31527  | Wilt Chamberlain0PHW | 4029   | 1983-84 |
| 1984-85 | Michael Jordan0CHI                                      | 2313   | Kareem Abdul-Jabbar 0LAL                                             | 33262  | Kareem Abdul-Jabbar0LAL                    | 33262  | Wilt Chamberlain0PHW | 4029   | 1984-85 |
| 1985-86 | Alex English0DEN                                        | 2414   | Kareem Abdul-Jabbar 0LAL                                             | 35108  | Kareem Abdul-Jabbar0LAL                    | 35108  | Wilt Chamberlain0PHW | 4029   | 1985-86 |
| 1986-87 | Michael Jordan0CHI                                      | 3041   | Kareem Abdul-Jabbar 0LAL                                             | 36474  | Kareem Abdul-Jabbar0LAL                    | 36474  | Wilt Chamberlain0PHW | 4029   | 1986-87 |
| 1987-88 | Michael Jordan0CHI                                      | 2868   | Kareem Abdul-Jabbar 0LAL                                             | 37639  | Kareem Abdul-Jabbar0LAL                    | 37639  | Wilt Chamberlain0PHW | 4029   | 1987-88 |
| 1988-89 | Michael Jordan0CHI                                      | 2633   | Kareem Abdul-Jabbar 0LAL                                             | 38387  | Kareem Abdul-Jabbar0LAL                    | 38387  | Wilt Chamberlain0PHW | 4029   | 1988-89 |
| 1989-90 | Michael Jordan0CHI                                      | 2753   | Moses Malone 0ATL 1989–91 0MIL 1991-93 0PHI 1993–94 0SAS 1994–95     | 24868  | Kareem Abdul-Jabbar0LAL                    | 38387  | Wilt Chamberlain0PHW | 4029   | 1989-90 |
| 1990-91 | Michael Jordan0CHI                                      | 2580   | Moses Malone 0ATL 1989–91 0MIL 1991-93 0PHI 1993–94 0SAS 1994–95     | 25737  | Kareem Abdul-Jabbar0LAL                    | 38387  | Wilt Chamberlain0PHW | 4029   | 1990-91 |
| 1991-92 | Michael Jordan0CHI                                      | 2404   | Moses Malone 0ATL 1989–91 0MIL 1991-93 0PHI 1993–94 0SAS 1994–95     | 27016  | Kareem Abdul-Jabbar0LAL                    | 38387  | Wilt Chamberlain0PHW | 4029   | 1991-92 |
| 1992-93 | Michael Jordan0CHI                                      | 2541   | Moses Malone 0ATL 1989–91 0MIL 1991-93 0PHI 1993–94 0SAS 1994–95     | 27066  | Kareem Abdul-Jabbar0LAL                    | 38387  | Wilt Chamberlain0PHW | 4029   | 1992-93 |
| 1993-94 | David Robinson0SAS                                      | 2383   | Moses Malone 0ATL 1989–91 0MIL 1991-93 0PHI 1993–94 0SAS 1994–95     | 27360  | Kareem Abdul-Jabbar0LAL                    | 38387  | Wilt Chamberlain0PHW | 4029   | 1993-94 |
| 1994-95 | Shaquille O’Neal0ORL                                    | 2315   | Moses Malone 0ATL 1989–91 0MIL 1991-93 0PHI 1993–94 0SAS 1994–95     | 27409  | Kareem Abdul-Jabbar0LAL                    | 38387  | Wilt Chamberlain0PHW | 4029   | 1994-95 |
| 1995-96 | Michael Jordan0CHI                                      | 2491   | Michael Jordan0CHI                                                   | 24489  | Kareem Abdul-Jabbar0LAL                    | 38387  | Wilt Chamberlain0PHW | 4029   | 1995-96 |
| 1996-97 | Michael Jordan0CHI                                      | 2431   | Michael Jordan0CHI                                                   | 26920  | Kareem Abdul-Jabbar0LAL                    | 38387  | Wilt Chamberlain0PHW | 4029   | 1996-97 |
| 1997-98 | Michael Jordan0CHI                                      | 2357   | Michael Jordan0CHI                                                   | 29277  | Kareem Abdul-Jabbar0LAL                    | 38387  | Wilt Chamberlain0PHW | 4029   | 1997-98 |
| 1998-99 | Shaquille O’Neal0LAL                                    | 1289   | Karl Malone 0UTA 1998-2003 0LAL 2003-04                              | 28946  | Kareem Abdul-Jabbar0LAL                    | 38387  | Wilt Chamberlain0PHW | 4029   | 1998-99 |
| 1999-00 | Shaquille O’Neal0LAL                                    | 2344   | Karl Malone 0UTA 1998-2003 0LAL 2003-04                              | 31041  | Kareem Abdul-Jabbar0LAL                    | 38387  | Wilt Chamberlain0PHW | 4029   | 1999-00 |
| 2000-01 | Jerry Stackhouse0DET                                    | 2380   | Karl Malone 0UTA 1998-2003 0LAL 2003-04                              | 32919  | Kareem Abdul-Jabbar0LAL                    | 38387  | Wilt Chamberlain0PHW | 4029   | 2000-01 |
| 2001-02 | Paul Pierce0BOS                                         | 2144   | Karl Malone 0UTA 1998-2003 0LAL 2003-04                              | 34707  | Kareem Abdul-Jabbar0LAL                    | 38387  | Wilt Chamberlain0PHW | 4029   | 2001-02 |
| 2002-03 | Kobe Bryant0LAL                                         | 2461   | Karl Malone 0UTA 1998-2003 0LAL 2003-04                              | 36374  | Kareem Abdul-Jabbar0LAL                    | 38387  | Wilt Chamberlain0PHW | 4029   | 2002-03 |
| 2003-04 | Kevin Garnett0MIN                                       | 1987   | Karl Malone 0UTA 1998-2003 0LAL 2003-04                              | 36928  | Kareem Abdul-Jabbar0LAL                    | 38387  | Wilt Chamberlain0PHW | 4029   | 2003-04 |
| 2004-05 | Allen Iverson0PHI                                       | 2302   | Reggie Miller0IND                                                    | 25279  | Kareem Abdul-Jabbar0LAL                    | 38387  | Wilt Chamberlain0PHW | 4029   | 2004-05 |
| 2005-06 | Kobe Bryant0LAL                                         | 2832   | Shaquille O’Neal 0MIA 2005-08 0PHO 2008-09 0CLE 2009–10 0BOS 2010-11 | 24764  | Kareem Abdul-Jabbar0LAL                    | 38387  | Wilt Chamberlain0PHW | 4029   | 2005-06 |
| 2006-07 | Kobe Bryant0LAL                                         | 2430   | Shaquille O’Neal 0MIA 2005-08 0PHO 2008-09 0CLE 2009–10 0BOS 2010-11 | 25454  | Kareem Abdul-Jabbar0LAL                    | 38387  | Wilt Chamberlain0PHW | 4029   | 2006-07 |
| 2007-08 | Kobe Bryant0LAL                                         | 2323   | Shaquille O’Neal 0MIA 2005-08 0PHO 2008-09 0CLE 2009–10 0BOS 2010-11 | 26286  | Kareem Abdul-Jabbar0LAL                    | 38387  | Wilt Chamberlain0PHW | 4029   | 2007-08 |
| 2008-09 | Dwyane Wade0MIA                                         | 2386   | Shaquille O’Neal 0MIA 2005-08 0PHO 2008-09 0CLE 2009–10 0BOS 2010-11 | 27619  | Kareem Abdul-Jabbar0LAL                    | 38387  | Wilt Chamberlain0PHW | 4029   | 2008-09 |
| 2009-10 | Kevin Durant0OKC                                        | 2472   | Shaquille O’Neal 0MIA 2005-08 0PHO 2008-09 0CLE 2009–10 0BOS 2010-11 | 28255  | Kareem Abdul-Jabbar0LAL                    | 38387  | Wilt Chamberlain0PHW | 4029   | 2009-10 |
| 2010-11 | Kevin Durant0OKC                                        | 2161   | Shaquille O’Neal 0MIA 2005-08 0PHO 2008-09 0CLE 2009–10 0BOS 2010-11 | 28596  | Kareem Abdul-Jabbar0LAL                    | 38387  | Wilt Chamberlain0PHW | 4029   | 2010-11 |
| 2011-12 | Kevin Durant0OKC                                        | 1850   | Kobe Bryant 0LAL                                                     | 29484  | Kareem Abdul-Jabbar0LAL                    | 38387  | Wilt Chamberlain0PHW | 4029   | 2011-12 |
| 2012-13 | Kevin Durant0OKC                                        | 2280   | Kobe Bryant 0LAL                                                     | 31617  | Kareem Abdul-Jabbar0LAL                    | 38387  | Wilt Chamberlain0PHW | 4029   | 2012-13 |
| 2013-14 | Kevin Durant0OKC                                        | 2593   | Kobe Bryant 0LAL                                                     | 31700  | Kareem Abdul-Jabbar0LAL                    | 38387  | Wilt Chamberlain0PHW | 4029   | 2013-14 |
| 2014-15 | James Harden0HOU                                        | 2217   | Kobe Bryant 0LAL                                                     | 32482  | Kareem Abdul-Jabbar0LAL                    | 38387  | Wilt Chamberlain0PHW | 4029   | 2014-15 |
| 2015-16 | Stephen Curry0GSW                                       | 1672   | Kobe Bryant 0LAL                                                     | 33318  | Kareem Abdul-Jabbar0LAL                    | 38387  | Wilt Chamberlain0PHW | 4029   | 2015-16 |
| Sezon   | Liderzy rok po roku                                     | Punkty | Aktywny Lider                                                        | Punkty | Lider wszech czasów                        | Punkty | Rekord sezonu        | Punkty | Sezon   |